# シセ・バベット・クヌッセン
シセ・バベット・クヌッセン（Sidse Babett Knudsen, デンマーク語発音: [ˈsisə ˈpæpet ˈkʰnusn̩]、1968年11月22日 - ）は、デンマークの女優。

## 来歴
コペンハーゲン出身。父親は写真家、母親は教師。両親がボランティア活動をしていたため、アフリカのタンザニアで幼少期を送る。デンマークの高校を卒業後、パリに出て演劇を学ぶ。
1994年にデビュー、2010年にスタートしたテレビドラマ『コペンハーゲン/首相の決断』で主演のデンマーク初の女性首相ビアギッテ・ニュボー・クリステンセン役を演じて注目される。デンマークのみならず、他のヨーロッパの国やアメリカの映画・テレビドラマにも出演、2015年のフランス映画『アムール、愛の法廷』で第41回セザール賞助演女優賞を受賞した。
アメリカ合衆国のテレビドラマ『ウエストワールド』ではウエストワールドのオペレーション責任者テレサ・カレン役でレギュラー出演している。

## 主な出演作品

### 映画
| 公開年 | 邦題 原題                                        | 役名                               | 備考 |
| ------ | ------------------------------------------------ | ---------------------------------- | ---- |
| 1999   | ミフネ Mifunes sidste sang                       | ビビ                               |      |
| 1999   | ラブ・ファクトリー Den eneste ene                | スス                               |      |
| 2004   | 2人の勇者と奇蹟のダイヤモンド Fakiren fra Bilbao | ルイーズ                           |      |
| 2006   | アフター・ウェディング Efter brylluppet          | ヘレネ・ハンソン                   |      |
| 2015   | アムール、愛の法廷 L'hermine                     | ディッテ・ローレンセン＝コテレット |      |
| 2016   | 王様のためのホログラム A Hologram for the King   | ハンナ                             |      |
| 2016   | 150ミリグラム ある女医の告発 La fille de Brest   | イレーヌ・フラション               |      |
| 2016   | インフェルノ Inferno                             | エリザベス・シンスキー博士         |      |
| 2019   | 9人の翻訳家 囚われたベストセラー Les traducteurs | ヘレン・トゥクセン                 |      |

### テレビドラマ
| 公開年 | 邦題 原題                                                                            | 役名                                 | 備考               |
| ------ | ------------------------------------------------------------------------------------ | ------------------------------------ | ------------------ |
| 2010 - | コペンハーゲン/首相の決断 Borgen                                                     | ビアギッテ・ニュボー・クリステンセン | 主演、30エピソード |
| 2016   | ウエストワールド Westworld                                                           | テレサ・カレン                       | 8エピソード        |
| 2017   | フィリップ・K・ディックのエレクトリック・ドリームズ Philip K. Dick's Electric Dreams | ジル                                 | ゲスト出演         |